# Marcos Neves
Marco Aurélio dos Santos Neves (São Paulo, 17 de fevereiro de 1975) é um administrador e político brasileiro filiado ao Partido da Social Democracia Brasileira (PSDB). Foi prefeito de Carapicuíba por 2 Vezes.

### De empresário a Líder Transformador
Marcos Neves nasceu e cresceu em Carapicuíba, São Paulo, e foi aqui que iniciou sua trajetória como empresário e, posteriormente, como uma figura política central na cidade. Formado em Administração, Marcos sempre esteve ligado às necessidades da comunidade local, o que o motivou a ingressar na vida pública. Seu compromisso com o bem-estar da cidade e sua habilidade em liderar iniciativas importantes o destacaram como um dos principais líderes de Carapicuíba.

### O Vereador que fez a Diferença
Marcos Neves iniciou sua carreira política como vereador de Carapicuíba, sendo eleito em 2000 com 1.179 votos. Sua atuação eficiente e inovadora o levou a uma reeleição em 2004, quando obteve 4.605 votos. Durante seus mandatos como vereador, Marcos foi responsável por legislações que trouxeram melhorias significativas à infraestrutura da cidade, além de programas que fortaleceram o apoio a microempreendedores e a mobilidade urbana. Sua capacidade de dialogar e articular políticas públicas fez dele um dos vereadores mais respeitados e influentes da cidade.

### Como deputado, Transformou o discurso em Ação
Em 2010, Marcos Neves deu um passo importante ao ser eleito Deputado Estadual por São Paulo com 54.759 votos. Sua atuação destacada lhe rendeu uma reeleição em 2014, quando conquistou 105.849 votos. Durante seus mandatos, ele priorizou projetos voltados à segurança pública, saúde e educação, sempre com um olhar atento às necessidades dos municípios. Sua abordagem prática e focada em resultados consolidou sua imagem como um deputado que realmente fez a diferença.

### Gestão Inovadora: Transformando Carapicuíba como Prefeito
Marcos Neves assumiu a prefeitura de Carapicuíba em 2017, após ser eleito em 2016 com 102.287 votos (54,95%). Sua reeleição em 2020 foi ainda mais expressiva, conquistando 128.773 votos (73,50%), o que reflete a confiança crescente da população em sua liderança. Durante seus mandatos, Marcos promoveu uma série de transformações que mudaram a cara da cidade:
- Corpo de Bombeiros[4]: Implantou uma unidade do Corpo de Bombeiros em Carapicuíba, garantindo mais segurança e rapidez no atendimento de emergências.
- Cercamento dos Parques[5]: Implementou o cercamento de parques públicos, aumentando a segurança e preservação dos espaços verdes.
- CEEACs (Centros de Educação, Esporte, Arte e Cultura)[6]: Criou escolas inovadoras com infraestrutura completa, incluindo piscinas, que oferecem uma formação integrada e de qualidade para crianças e jovens.
- Campos de Grama Sintética[7]: Inaugurou vários campos de futebol de grama sintética, incentivando o esporte e o convívio comunitário.
- Novo Pronto Socorro no Parque do Planalto[8]: Está construindo um novo pronto-socorro com 3 mil metros quadrados dentro do Parque do Planalto, ampliando o acesso à saúde com qualidade e eficiência.

Sob sua liderança, Carapicuíba recebeu prêmios de gestão pública eficiente, consolidando Marcos Neves como um gestor que alia visão inovadora com uma administração eficaz, sempre focada no bem-estar dos moradores.